# Лавкино
Лавкино — деревня в Вологодском районе Вологодской области.
Входит в состав Сосновского сельского поселения, с точки зрения административно-территориального деления — в Сосновский сельсовет.
Расстояние по автодороге до районного центра Вологды — 20 км, до центра муниципального образования Сосновки — 0,5 км. Ближайшие населённые пункты — Ерофейка, Лапач, Сосновка, Руново, Чернухино.
По переписи 2002 года население — 7 человек.